# Muhlenbergia
Genre
Muhlenbergia est un genre de plantes monocotylédones de la famille des Poaceae (graminées), sous-famille des Chloridoideae, originaire d'Amérique et d'Asie.
Dans une classification phylogénique récente (2015) des Poaceae, le genre Muhlenbergia est classé dans la sous-tribu des Muhlenbergiinae Pilg. (1956), dont c'est l'unique genre, et il englobe les genres suivants assimilés à des synonymes : Aegopogon, Bealia, Blepharoneuron, Chaboissaea, Lycurus, Pereilema, Redfieldia, Schaffnerella, Schedonnardus.
Étymologie : le nom générique Muhlenbergia est un hommage au botaniste amateur germano-américain Gotthilf Heinrich Ernst Muhlenberg.

## Liste des espèces
Le genre se compose d'environ 160 espèces. Elles sont présentes à l'état naturel dans les milieux tempérés d'Amérique et d'Asie du sud. Parmi ces espèces se trouvent :
Selon World Checklist of Selected Plant Families (WCSP) (18 septembre 2016) :
- Muhlenbergia aguascalientensis Y.Herrera & De la Cerda (1995)
- Muhlenbergia alamosae Vasey (1891)
- Muhlenbergia andina (Nutt.) Hitchc. (1920)
- Muhlenbergia angustata (J.Presl) Kunth (1833)
- Muhlenbergia annua (Vasey) Swallen (1947)
- Muhlenbergia appressa Goodd. (1941)
- Muhlenbergia arenacea (Buckley) Hitchc. (1928)
- Muhlenbergia arenicola Buckley (1862 publ. 1863)
- Muhlenbergia argentea Vasey (1886)
- Muhlenbergia arizonica Scribn. (1888)
- Muhlenbergia arsenei Hitchc. (1928)
- Muhlenbergia articulata Scribn. (1891)
- Muhlenbergia asperifolia (Nees & Meyen ex Trin.) Parodi (1928)
- Muhlenbergia atacamensis Parodi (1948)
- Muhlenbergia aurea Swallen (1950)
- Muhlenbergia biloba Hitchc. (1913)
- Muhlenbergia brandegeei C.Reeder (1956)
- Muhlenbergia breviaristata (Hack.) Parodi (1928)
- Muhlenbergia breviculmis Swallen (1950)
- Muhlenbergia brevifolia Scribn. ex Beal (1896)
- Muhlenbergia breviligula Hitchc. (1935)
- Muhlenbergia brevis Goodd. (1941)
- Muhlenbergia breviseta E.Fourn. (1886)
- Muhlenbergia brevivaginata Swallen (1959)
- Muhlenbergia bushii R.W.Pohl (1969)
- Muhlenbergia californica Vasey (1886)
- Muhlenbergia capillaris (Lam.) Trin. (1824)
- Muhlenbergia capillipes (M.E.Jones) P.M.Peterson & Annable (1991)
- Muhlenbergia caxamarcensis Laegaard & Sánchez Vega (1990)
- Muhlenbergia ciliata (Kunth) Kunth (1829)
- Muhlenbergia crispiseta Hitchc. (1935)
- Muhlenbergia cualensis Y.Herrera & P.M.Peterson (1992)
- Muhlenbergia curtifolia Scribn. (1911)
- Muhlenbergia curtisetosa (Scribn.) Bush (1919)
- Muhlenbergia curviaristata (Ohwi) Ohwi (1941)
- Muhlenbergia cuspidata (Torr. ex Hook.) Rydb. (1905)
- Muhlenbergia decumbens Swallen (1958)
- Muhlenbergia depauperata Scribn. (1884)
- Muhlenbergia distichophylla (J.Presl) Kunth (1833)
- Muhlenbergia diversiglumis Trin., Mém. Acad. Imp. Sci. Saint-Pétersbourg, Sér. 6, Sci. Math. (1845)
- Muhlenbergia dubia E.Fourn. (1886)
- Muhlenbergia dumosa Scribn. ex Vasey (1892)
- Muhlenbergia durangensis Y.Herrera (1987)
- Muhlenbergia duthieana Hack. (1902)
- Muhlenbergia elongata Scribn. ex Beal (1896)
- Muhlenbergia eludens C.Reeder (1949)
- Muhlenbergia emersleyi Vasey (1892)
- Muhlenbergia eriophylla Swallen (1950)
- Muhlenbergia expansa (Poir.) Trin., Mém. Acad. Imp. Sci. Saint-Pétersbourg, Sér. 6, Sci. Math. (1845)
- Muhlenbergia fastigiata (J.Presl) Henrard (1921)
- Muhlenbergia filiculmis Vasey (1893)
- Muhlenbergia filiformis (Thurb.) Rydb. (1905)
- Muhlenbergia flabellata Mez (1921)
- Muhlenbergia flavida Vasey (1892)
- Muhlenbergia flaviseta Scribn. (1897)
- Muhlenbergia flexuosa Hitchc. (1927)
- Muhlenbergia fragilis Swallen (1947)
- Muhlenbergia frondosa (Poir.) Fernald (1943)
- Muhlenbergia gigantea (E.Fourn.) Hitchc. (1935)
- Muhlenbergia glabrifloris Scribn. (1907)
- Muhlenbergia glauca (Nees) Mez (1921)
- Muhlenbergia glomerata (Willd.) Trin. (1824)
- Muhlenbergia grandis Vasey (1892)
- Muhlenbergia gypsophila C.Reeder & Reeder (1966)
- Muhlenbergia hakonensis (Hack.) Makino (1917)
- Muhlenbergia himalayensis Hack. ex Hook.f. (1896)
- Muhlenbergia hintonii Swallen (1950)
- Muhlenbergia huegelii Trin., Mém. Acad. Imp. Sci. Saint-Pétersbourg, Sér. 6, Sci. Math. (1845)
- Muhlenbergia implicata (Kunth) Trin. (1824)
- Muhlenbergia inaequalis Soderstr. (1967)
- Muhlenbergia involuta Swallen (1932)
- Muhlenbergia iridifolia Soderstr. (1967)
- Muhlenbergia jaime-hintonii P.M.Peterson & Valdés-Reyna (1999)
- Muhlenbergia jaliscana Swallen (1958)
- Muhlenbergia japonica Steud. (1854)
- Muhlenbergia jonesii (Vasey) Hitchc. (1912)
- Muhlenbergia laxa Hitchc. (1935)
- Muhlenbergia lehmanniana Henrard (1921)
- Muhlenbergia ligularis (Hack.) Hitchc. (1927)
- Muhlenbergia ligulata (E.Fourn.) Scribn. & Merr. (1901)
- Muhlenbergia lindheimeri Hitchc. (1934)
- Muhlenbergia longiglumis Vasey (1893)
- Muhlenbergia longiligula Hitchc. (1934)
- Muhlenbergia lucida Swallen (1936)
- Muhlenbergia macroura (Kunth) Hitchc. (1935)
- Muhlenbergia majalcensis P.M.Peterson (1989)
- Muhlenbergia maxima Laegaard & Sánchez Vega (1990)
- Muhlenbergia mexicana (L.) Trin. (1824)
- Muhlenbergia michisensis Y.Herrera & P.M.Peterson (1992)
- Muhlenbergia microsperma (DC.) Kunth (1829)
- Muhlenbergia minutissima (Steud.) Swallen (1947)
- Muhlenbergia monandra Alegría & Rúgolo (2001)
- Muhlenbergia montana (Nutt.) Hitchc. (1920)
- Muhlenbergia mucronata (Kunth) Trin. (1824)
- Muhlenbergia multiflora Columbus (2010)
- Muhlenbergia mutica (Rupr. ex Galeotti) Hitchc. (1935)
- Muhlenbergia nigra Hitchc. (1935)
- Muhlenbergia orophila Swallen (1950)
- Muhlenbergia palmeri Vasey (1886)
- Muhlenbergia palmirensis Grignon & Laegaard (1989)
- Muhlenbergia paniculata (Nutt.) P.M.Peterson (2010)
- Muhlenbergia pauciflora Buckley (1862 publ. 1863)
- Muhlenbergia pectinata Goodd. (1941)
- Muhlenbergia peruviana (P.Beauv.) Steud., Nomencl. Bot., ed. 2 (1840)
- Muhlenbergia pilosa P.M.Peterson, Wipff & S.D.Jones (1992)
- Muhlenbergia plumbea (Trin.) Hitchc. (1913)
- Muhlenbergia polycaulis Scribn. (1911)
- Muhlenbergia porteri Scribn. (1896)
- Muhlenbergia pubescens (Kunth) Hitchc. (1935)
- Muhlenbergia pubigluma Swallen (1943)
- Muhlenbergia pungens Thurb. (1863 publ. 1864)
- Muhlenbergia purpusii Mez (1921)
- Muhlenbergia quadridentata (Kunth) Trin. (1824)
- Muhlenbergia racemosa (Michx.) Britton, Sterns & Poggenb. (1888)
- Muhlenbergia rakhchamensis Arum., G.V.S.Murthy & V.J.Nair (2013)
- Muhlenbergia ramosa (Hack.) Makino (1917)
- Muhlenbergia ramulosa (Kunth) Swallen (1947)
- Muhlenbergia reederorum Soderstr. (1967)
- Muhlenbergia repens (J.Presl) Hitchc. (1912)
- Muhlenbergia reverchonii Vasey & Scribn. (1892)
- Muhlenbergia richardsonis (Trin.) Rydb. (1905)
- Muhlenbergia rigens (Benth.) Hitchc. (1933)
- Muhlenbergia rigida (Kunth) Kunth (1829)
- Muhlenbergia robusta (E.Fourn.) Hitchc. (1935)
- Muhlenbergia schmitzii Hack. (1902)
- Muhlenbergia schreberi J.F.Gmel. (1791)
- Muhlenbergia scoparia Vasey (1893)
- Muhlenbergia seatonii Scribn. (1893)
- Muhlenbergia sericea (Michx.) P.M.Peterson (2001)
- Muhlenbergia setarioides E.Fourn. (1886)
- Muhlenbergia setifolia Vasey (1882)
- Muhlenbergia sinuosa Swallen (1947)
- Muhlenbergia sobolifera (Muhl. ex Willd.) Trin. (1824)
- Muhlenbergia spatha Columbus (2010)
- Muhlenbergia speciosa Vasey (1886)
- Muhlenbergia spiciformis Trin., Mém. Acad. Imp. Sci. Saint-Pétersbourg, Sér. 6, Sci. Math. (1845)
- Muhlenbergia straminea Hitchc. (1913)
- Muhlenbergia stricta (J.Presl) Kunth (1833)
- Muhlenbergia strictior Beal (1896)
- Muhlenbergia subaristata Swallen (1936)
- Muhlenbergia subbiflora Hitchc. (1935)
- Muhlenbergia sylvatica Torr. (1834)
- Muhlenbergia tarahumara P.M.Peterson & Columbus (2009)
- Muhlenbergia tenella (Kunth) Trin. (1824)
- Muhlenbergia tenuiflora (Willd.) Britton, Sterns & Poggenb. (1888)
- Muhlenbergia tenuifolia (Kunth) Kunth (1829)
- Muhlenbergia tenuissima (J.Presl) Kunth (1833)
- Muhlenbergia texana Buckley (1862 publ. 1863)
- Muhlenbergia thurberi (Scribn.) Rydb. (1905)
- Muhlenbergia torreyana (Schult.) Hitchc. (1934)
- Muhlenbergia torreyi (Kunth) Hitchc. ex Bush (1919)
- Muhlenbergia trifida Hack. (1910)
- Muhlenbergia uniflora (Muhl.) Fernald (1927)
- Muhlenbergia utilis (Torr.) Hitchc. (1933)
- Muhlenbergia vaginata Swallen (1950)
- Muhlenbergia venezuelae Luces (1953)
- Muhlenbergia versicolor Swallen (1950)
- Muhlenbergia villiflora Hitchc. (1935)
- Muhlenbergia virescens (Kunth) Kunth (1829)
- Muhlenbergia virletii (E.Fourn.) Soderstr. (1967)
- Muhlenbergia watsoniana Hitchc. (1935)
- Muhlenbergia wrightii Vasey ex J.M.Coult. (1885)
- Muhlenbergia xanthodas Soderstr. (1967)